# Amando di Bordeaux
Amando di Bordeaux (seconda metà del IV secolo – 432 circa) fu vescovo di Bordeaux.
La chiesa cattolica romana lo celebra il 18 giugno.

## Agiografia
Amando fu ordinato sacerdote dal vescovo di Bordeaux Delfino a cui sarebbe succeduto alla guida della diocesi nel 404. Si è dedicato ad evangelizzare e combattere lo Gnosticismo e il Priscillianesimo. Nel 389 Amando preparò al battesimo san Paolino di Nola, e i due santi rimasero in amicizia. Morì verso il 432.

## Culto
Secondo il Martirologio Romano, il giorno dedicato al santo è il 18 giugno:
(Martirologio Romano)